# Happy Camper
Happy Camper is een Nederlandse muziekproject rond toetsenist Job Roggeveen. 

## Geschiedenis
Roggeveen verving in 2008 Harm Goslink Kuiper als toetsenist bij El Pino and the Volunteers en schreef verschillende nummers voor de band. Omdat een deel van de nummers ongebruikt bleef, ging hij zelf aan het werk. 
Hij speelde zelf verschillende instrumenten in en werkte daarbij samen met Kyteman en Diederik Rijpstra. Vervolgens nodigde hij elf nationale artiesten uit om samen het restant in te zingen. Op Eurosonic/Noorderslag 2011 was Happy Camper voor het eerst samen live te zien. Daarna volgde een korte uitverkochte theatertournee. Happy Camper stond in de totale bezetting op Lowlands 2011 en won in oktober van dat jaar een Edison in de categorie speciale juryprijs. Mascotte van de band is Manfred, een rondreizende yeti met een tent. 
Maarten J. Boer maakte in 2011 een documentaire over de band met de titel Born with a Bothered Mind: a film about Happy Camper. Job Roggeveen maakt ook deel uit van de animatiestudio Job, Joris & Marieke. Deze studio maakte ook al het artwork en de geanimeerde videoclips voor Happy Camper.

## Discografie

##### Happy Camper
In februari 2011 kwam bij Excelsior Recordings het eerste album, Happy Camper, uit. Hieronder de tracklist met daarachter de meewerkende artiest:
1. "Born with a Bothered Mind" - Bouke Zoete van The Kevin Costners
2. "Stop Fooling Yourself" - Leine
3. "When Bombs might Explode" - Odilo Girod van Coparck
4. "Follow you Around" - Marien Dorleijn van Moss
5. "Telephone" - Ricky Koole
6. "A small step for mankind" - Tim Knol
7. "A day at the mall" - Mark van der Waarde als Appel van El Pino and the Volunteers
8. "Called it a day" - David Pino van El Pino and the Volunteers
9. "Made to be wanting" - Janne Schra van Schradinova (en voormalig zangeres Room Eleven)
10. "Run" - Johannes Sigmond bekend onder zijn alias Blaudzun
11. "All these lousy conversations" - Helge Slikker van Storybox

##### Mute / Daily Drumbeat
In 2013 kwam daar de ep Mute bij. Een soundtrack van 20 minuten voor een animatiefilm van 5 minuten, in 2014 aangevuld met een volledig album genaamd The Daily Drumbeat. 
1. "The Daily Drumbeat" - Bouke Zoete van The Kevin Costners
2. "The end of now" - Leine
3. "Juno" - Marien Dorleijn van Moss en Lisa Meijntjes
4. "Into the woods"
5. "Halfway up the hill" - Eefje de Visser en Mark van der Waarde als Appel van El Pino and the Volunteers
6. "All we ever wanted" - Maurits Westerik van GEM
7. "Away we go" - Fit
8. "On a clear and moonlit sky" - Tim Knol en Ricky Koole
9. "Mute" - Odilo Girod van Coparck
10. "I've had enough" - Bouke Zoete van The Kevin Costners
11. "Care free corp" - Janne Schra van Schradinova (en voormalig zangeres Room Eleven)
12. "Into the desert - David Pino van El Pino and the Volunteers
13. "Old" - Helge Slikker van Storybox
14. "The rope" - Leine

##### Gravity
Op 28 oktober 2017 verscheen het album Gravity:
1. Gravity
2. What Mattered Most Feat. Marien Dorleijn & Tessa Douwstra
3. Easy Way Out Feat. Pien Feith
4. Forget About It Love Feat. Pien Feith
5. Go Home Feat. Ix
6. Glow In The Dark Feat. Kris Berry
7. A Single Life - Remix Feat. Pien Feith
8. We'Ll Meet In A Bit - Feat. Tessa Douwstra
9. Here'S To The Ones - Feat. Emil Landman
10. What We Don'T Have - Feat. Marien Dorleijn & Pien Feith
11. Levity

## Hitnotering

### Albums
| Album met eventuele hitnotering(en) in de Nederlandse Album Top 100 | Datum van verschijnen | Datum van binnenkomst | Hoogste positie | Aantal weken | Opmerkingen |
| ------------------------------------------------------------------- | --------------------- | --------------------- | --------------- | ------------ | ----------- |
| Happy Camper                                                        | 2011                  | 19-02-2011            | 25              | 7            |             |
| Mute                                                                | 2013                  |                       |                 |              |             |
| The Daily Drumbeat                                                  | 2014                  | 29-03-2014            | 23              | 2            |             |
| Gravity                                                             | 28-10-2017            |                       |                 |              |             |